# Майский хребет
Майский хребет — горный хребет на Дальнем Востоке России на территории Хабаровского края. Водораздел рек Уды и Маи. На склонах до высоты 1000 метров лиственничная и елово-пихтовая тайга, выше — кедровый стланик.